# Rue Général Capiaumont
La rue Général Capiaumont (en néerlandais : Generaal Capiaumontstraat) est une voie de la commune bruxelloise d'Etterbeek. Elle naît au croisement des rues de Theux, du Brochet, de Haerne et Ernest Havaux, et aboutit à l'avenue Victor Jacobs, croisant la rue Philippe Baucq en un rond-point où se termine la rue du Grand Duc.

## Histoire et description
La rue porte le nom du général Alexis Adolphe Capiaumont (14 novembre 1798 - 15 mars 1879), Montois d'origine qui s'illustra dans l'armée du royaume des Pays-Bas entre 1815 et 1830, gagnant notamment la croix de chevalier 4e classe de l'ordre de Guillaume pour sa participation à la bataille de Waterloo. D'abord favorable à Guillaume Ier durant les premiers jours de la révolution belge de 1830, il choisit ensuite de démissionner avec les honneurs pour n'avoir pas à combattre ses concitoyens. Il intégra la nouvelle armée belge.
La numérotation de la rue va de 3 à 101 du côté impair, et de 4 à 112 du côté pair. Bon nombre de maisons de la rue sont construites dans le style Art nouveau et datent des deux premières décennies du XXe siècle. On retrouve dans la rue Général Capiaumont le schéma habituel de la maison bruxelloise, avec sa façade de sept mètres de large divisée en deux travées inégales (deux tiers contre un tiers) ; un rez-de-chaussée, sorte d'étage noble, sur une cave semi-enterrée munie d'une fenêtre au ras du trottoir ; deux étages avec balcons ; un toit à deux versants abritant un troisième étage ou un grenier. Ces trois niveaux – rez-de-chaussée et étages – sont formés de trois pièces en enfilade correspondant à la travée principale, tandis que l'escalier occupe la petite travée, dans l'axe de la porte d'entrée. À l'exception d'un immeuble de rapport haut de cinq étages (no 32), les maisons de la rue ne dépassent pas les deux étages sous la gouttière, même si la présence de caves semi-enterrées, rehaussant le rez-de-chaussée de la plupart des maisons, donne parfois l'illusion de trois étages. On relève la présence de maisons construites selon des plans identiques : c'est le cas des nos 15, 21 et 23, des nos 17 et 19, et des nos 38 et 40.

## Adresses notables
- No 73 : école maternelle et primaire 't Regenboogje (enseignement de la Communauté flamande)